# Scopula pertinax
Scopula pertinax är en fjärilsart som beskrevs av Louis Beethoven Prout 1916. Scopula pertinax ingår i släktet Scopula och familjen mätare. Inga underarter finns listade.